# Clásica de Loulé
La Clàssica de Loulé (oficialmente: Clássica Internacional Loulé Capital Europeia do Desporto) es una competición ciclista de un día portuguesa que se disputa en Loulé y sus alrededores. 
Se creó en 2013 como amateur hasta que desde 2015 comenzó a ser profesional formando parte del UCI Europe Tour dentro de la categoría 1.2. 

## Palmarés
En amarillo: edición amateur.
| Año  | Ganador               | Segundo           | Tercero               |
| ---- | --------------------- | ----------------- | --------------------- |
| 2013 | Bruno Duarte Ferreira | Raúl Alarcón      | Samuel José Rodrigues |
| 2014 | Pedro Miguel Paulinho | Luís Filipe Silva | Luís Gabriel Silva    |
| 2015 | Michael Woods         | César Fonte       | Jesse Anthony         |

## Palmarés por países
| País     | Victorias |
| -------- | --------- |
| Portugal | 2         |
| Canadá   | 1         |